# High Wycombe
Die englische Stadt High Wycombe [haɪ ˈwɪkəm] liegt im südlichen Buckinghamshire, 50 Kilometer westlich von London. Die Stadt hat mit ihren Vororten 93.000 Einwohner (2004) und war Verwaltungssitz des ehemaligen Distrikts Wycombe.

## Stadtbild
High Wycombe unterscheidet sich deutlich von der nahegelegenen Metropolregion London. Die Stadt liegt in der hügeligen Landschaft der Chiltern Hills und ist von einem Naturschutzgebiet umgeben. Das Stadtzentrum wurde in den 1960er Jahren modernisiert. Die alten Häuser und engen Gassen wurden durch große Büro-, Park- und Einkaufshäuser ersetzt. Etliche moderne Gebäude aus den 1990er Jahren prägen heute zusammen mit mehreren Parks das Stadtbild. Ein kultureller Anziehungspunkt ist das 1992 eröffnete Wycombe Swan Theater, das inzwischen zu den angesehensten in Großbritannien gehört. Der River Wye fließt durch die Stadt.

## Wirtschaft
Die Stadt ist berühmt für ihre Möbelindustrie. Bis zum Zweiten Weltkrieg wurden in High Wycombe die meisten Stühle in ganz Europa hergestellt. Obwohl die Bedeutung dieser Branche seit einigen Jahrzehnten nachlässt, spielt sie noch immer eine bedeutende Rolle. Die Fußballmannschaft Wycombe Wanderers hat den Spitznamen The Chairboys, der sich wie bei vielen anderen Mannschaften an die örtliche Industrie anlehnt.

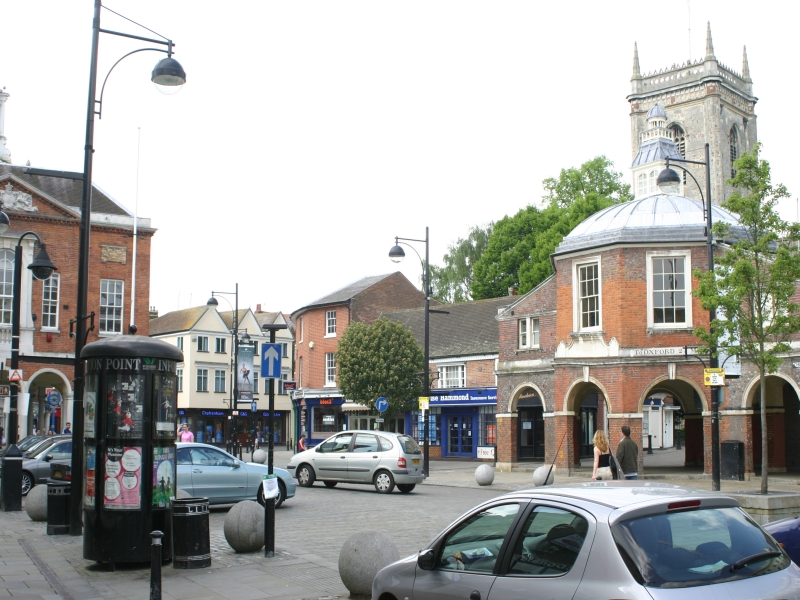
High Wycombe

## Militär
Die RAF Station High Wycombe (kurz RAF High Wycombe) war von 1940 bis 1968 Sitz des Bomberkommandos der Royal Air Force (RAF) und ist seit 1968 Sitz des gesamten RAF-Hauptquartiers. Im Zweiten Weltkrieg wurden von High Wycombe die Bombenangriffe auf Deutschland kommandiert.
Von Mai 1942 bis Juli 1945 war das Oberkommando der 8th Air Force (Mighty Eight) in der örtlichen Mädchenschule untergebracht. Formell wurde der Standort am 22. Februar 1944 das Hauptquartier der 8th Air Force, die von dort aus ihre Angriffe in Europa koordinierte.
Die RAF ist einer der größten Arbeitgeber der Stadt. Von dort werden nahezu alle Einsätze der britischen Luftwaffe sowie Operationen von Flugzeugen der Royal Navy und der British Army koordiniert.

## Verkehr
High Wycombe befindet sich an der Überlandstraße A40 road und der Autobahn M40 motorway, die von London nach Birmingham führt. Es besteht zudem eine Bahnanbindung, die High Wycombe alle 20 Minuten mit London und stündlich mit Birmingham verbindet. Am Stadtrand befindet sich der Wycombe Air Park, – ein Flugplatz mit einer betonierten Landebahn für kleine und mittelgroße Flugzeuge.

## Bildungswesen
In High Wycombe befindet sich der Haupt-Campus der staatlichen Buckinghamshire New University, auch kurz "Bucks College" genannt.

## Austauschprogramme mit Deutschland
Die ebenfalls für ihre Möbelindustrie bekannte Stadt Kelkheim am Rande von Frankfurt am Main ist Partnerstadt von High Wycombe. Zudem gibt es schulinterne Austauschprogramme mit der Stadt Flensburg, dem Ratsgymnasium Osnabrück, der Design Factory International und auch ein Erasmus-Austauschprogramm mit der Philipps-Universität Marburg und der Hochschule Osnabrück. Das MBA-Programm der Buckinghamshire New University wird in Kooperation mit der Fachhochschule Osnabrück angeboten.

## Sport
Im Stadion Adams Park spielen der Fußball-Verein Wycombe Wanderers und bis 2014 der Rugby-Union-Verein London Wasps.

## Söhne und Töchter der Stadt
chronologisch
- Francis Hugh Adam Marshall (1878–1949), Physiologe
- Mike Westbrook (* 1936), Jazzmusiker
- Terry Cox (* 1937), Jazzmusiker
- Jean Shrimpton (* 1942), Model
- Thomas Francis Anthony Devine (* 1956), Fußballer
- Glen Goldsmith (* 1965), Sänger und Songwriter
- Charlotte Roche (* 1978), in Deutschland lebende Moderatorin, Produzentin, Sängerin, Schauspielerin, Sprecherin und Autorin
- Robbie Kerr (* 1979), Rennfahrer
- Max Porter (* 1981), Schriftsteller
- Nicola Sanders (* 1982), Sprinterin und Hürdenläuferin
- Sophie Rundle (* 1988), Schauspielerin
- Michael C. Fox (* 1989), Schauspieler und Musiker
- David Rice (* 1989), Tennisspieler
- Aaron Taylor-Johnson (* 1990), Schauspieler
- Leigh-Anne Pinnock (* 1991), Mitglied der britischen Girl-Band Little Mix
- Tyrrell Hatton (* 1991), Profigolfer
- Anna Lapwood (* 1995),  Organistin, Sängerin und Chorleiterin sowie Fernseh- und Radiomoderatorin
- Ross Gunn (* 1997), Autorennfahrer

Der zweimalige britische Premierminister Benjamin Disraeli (1804–1881) lebte von 1848 bis zu seinem Tod 1881 in einem Vorort von High Wycombe und wurde dort bestattet.